# Thomas Provost
Thomas Provost (Proust), född på 1510-talet, död efter 1565, var en flamländsk glaskonstnär verksam i Stockholm i mitten av 1500-talet. 
Provost var son till konstnären Jacques Provost, en berömd mästare i samma konst i Bruges. Han blev 1532 mästare i sin födelsestads Lukasgille samt inskrevs sedan som frimästare i Antwerpens målargille. År 1556 kom han till Sverige med de hantverkare och konstnärer som Jean d'Herboville inskaffade å kung Gustavs vägnar. Han arbetade sedan till 1564 på Stockholms och Uppsala slott samt på Häringe gård, både som glasmålare och glasmästare. Vid sidan av slottsarbetet utförde han även glasmålningar till flottans fartyg. Inget av hans arbeten är bevarat. Under våren 1565 lämnade han troligen landet. Hans öde efter detta är okänt.